# Sinagra (cognome)
Sinagra è un cognome di lingua italiana.

## Varianti
Il cognome non presenta varianti.

## Origine e diffusione
Il cognome è tipicamente siciliano.
Potrebbe derivare dai toponimi Sinagra e Canale Synagra.